# سفارة دولة فلسطين لدى زامبيا
سفارة دولة فلسطين لدى زامبيا هي الممثلية الدبلوماسية العُليا لدولة فلسطين لدى زامبيا. تقع السفارة في لوساكا.